# カラムクロマトグラフィー

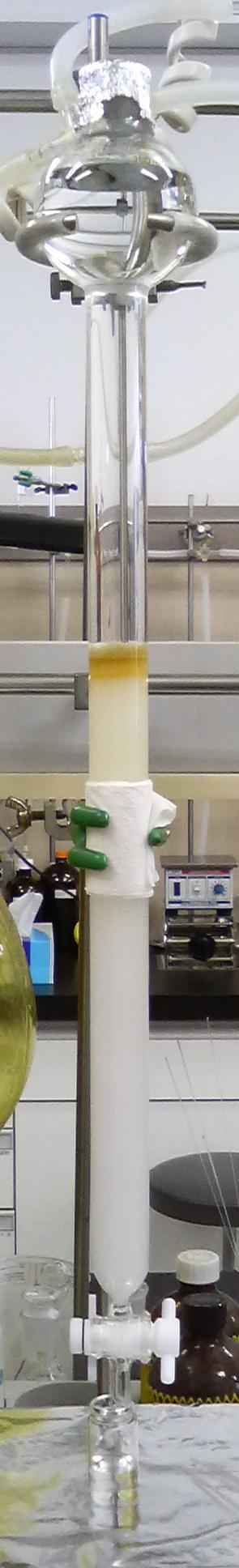
オープンカラムクロマト管を用いたシリカゲルカラムクロマトグラフィー

カラムクロマトグラフィー（英: column chromatography）は、化合物の精製法（クロマトグラフィー）のひとつ。筒状の容器に充填剤をつめ、そこに溶媒に溶かした反応混合物を流し、化合物によって充填剤との親和性や分子の大きさが異なることを利用して分離を行う。GPCやHPLCもカラムクロマトグラフィーの一種であるが、通常カラムクロマトグラフィーと言う場合、シリカゲルカラムクロマトグラフィーのことを指すことが多い。
固定相の粒径が小さいほど、理論段数が高くなるが送流抵抗は大となる。
主にシリカゲルカラムクロマトグラフィーでは、移動相の送流方法で
- オープンカラム - 溶媒の重力落下により送流する。
- フラッシュカラム - 数十kg/cm3以下のポンプで送流する。通常は単送ポンプの為、脈流である。

と呼び分ける。

## シリカゲルカラムクロマトグラフィー

### カラム
カラムは、長さ50 cmほど、内径40 mmほどのガラス製の筒が一般的だが、大きさは様々である。
カラムの出口は細長く、途中についているコックで流速を調節する。

### 充填剤
充填剤には基本的にシリカゲルを用い、シリカゲルは酸性であるために酸に弱い化合物が分解してしまうという欠点がある。
そのような場合には中性シリカゲルやアルミナを用いたり、展開溶媒に塩基を加えたりすることもある。
シリカゲル上で分解するかどうかは、2次元TLCで予測する。
すなわち、正方形のTLCの隅にスポットして展開し、横にして再度展開すると、分解した化合物はRf値が変化し、対角線以外にスポットを示す。

### 展開溶媒
展開溶媒は欲しい化合物と他の化合物とのTLCの Rf 値が十分に分かれる条件のものを用いる。一種類の溶媒のみを使うこともあるが、一般にはいくつかの溶媒を混合して適切な Rf 値を達成するように極性を調整する。よく用いられる溶媒系はヘキサン-酢酸エチル、ヘキサン-ジクロロメタン、クロロホルム-メタノールなど。また、途中で混合溶媒の比率を変える（無修飾シリカカラムなどの順相カラムの場合は極性を上げる）ことで Rf 値の小さなものも流れてくるようになる。これを俗にグラジエントをかけるといい、目的物が拡散してしまう前に流出させて、分解能を保つ効果も期待できる。極性が同程度であっても用いる溶媒によってRf値は変わるので、分かれにくい時は別の溶媒系も試してみるとうまくいくかもしれない。

### 実施例
1. カラムの出口の内側に脱脂綿を詰める。入口から丸めた脱脂綿を入れ、細長い棒などでコックの入口側に詰める。
2. カラムを出口を下にして鉛直に固定する。
3. 展開溶媒を適量入れ、径が一定になるところまで海砂または炭酸ナトリウムなどを詰める。このとき面が平らになるように注意する。
4. 別の容器にシリカゲルを適量（重量にして分離したい化合物の20 - 50倍程度）取り、展開溶媒を入れてよく混ぜる。
5. (4) を (3) にゆっくりと、面が崩れないように入れる。
  1. 以下では、展開溶媒を補ったり、流速を遅くしたりして展開溶媒の液面を常にシリカゲルより上に保つ。溶媒がかれるとシリカゲルに気泡が入り、分離能が低下してしまう。
6. 展開溶媒を流しながらカラムの側面を手で叩くなどしてシリカゲルが密に詰まるようにする。
7. カラムの出口の机からの高さを調節する。(9)で容器に流出液を取り分ける時、カラムの出口が確実に容器の内壁に当たり、また容器を容易に取り替えられる高さが良い。
8. カラムの中の展開溶媒がシリカゲルの面ぎりぎりになったら、少量の展開溶媒に溶かした試料をのせる。このときも面が崩れないように注意する。
9. 試料溶液をシリカゲルに染み込ませ、展開溶媒を流し、カラムの出口から出てくる液を試験管などの容器に一定量ずつに分ける。
  1. 重力に従って滴下させればオープンカラム、上からポンプ等で圧力をかければフラッシュカラムとなる。
  2. 容器を入れ替えるときは、流出を遅くし、滴下と滴下の間で素早く交換する。流出を止めると拡散が進み、分離能が低下してしまう。
  3. 写真のような溶媒だめを用いると、溶媒を交換する手間が省ける。
10. 小分けにした液を毛細管でTLCに打って分離しているか確認し、同じ Rf 値を持つものを集めて濃縮する。フラクションコレクター装置を使うとより便利である。
11. うまく単一の化合物になっているかNMR等で確認する。
  - ほぼ単一の化合物であれば終了とし、再結晶などでさらに精製を試みる。
  - Rf値の同じ化合物が多く混じっている場合は、分かれる条件を見つけるか、他の精製法を検討する。
  - Rf値が若干異なる化合物が多く混じっている場合は、同じ条件でカラム精製を繰り返す。
  - Rf値が全く異なる化合物が混じっている場合は、技術的な問題を疑う。
    - シリカゲルに対して試料が多すぎた。
    - 途中で展開溶媒の極性を急激に上げた。
    - 試料を溶かす時に用いた溶媒の極性が高すぎたか、量が多すぎたために、極性が急激に上がった。この際は、後述のまぶしカラムを用いることができる。
    - 化合物が分解した。この際は、充填剤を塩基性寄りのものに変えたり、他の精製法を検討したりする。

### 小技
化合物によっては、溶解性が低くジクロロメタンなどにしか溶けないにもかかわらず、それらの溶媒ではRf 値が高すぎて十分に分離できないものがある。そのような場合、ジクロロメタン溶液をシリカゲルなどの少量の担体と混合し、エバポレーターで溶媒を留去して吸着させる。これを上記の方法で作ったカラムに乗せ、ヘキサンなどで展開させる方法がある。これをまぶしカラムという。

## HPLCカラム

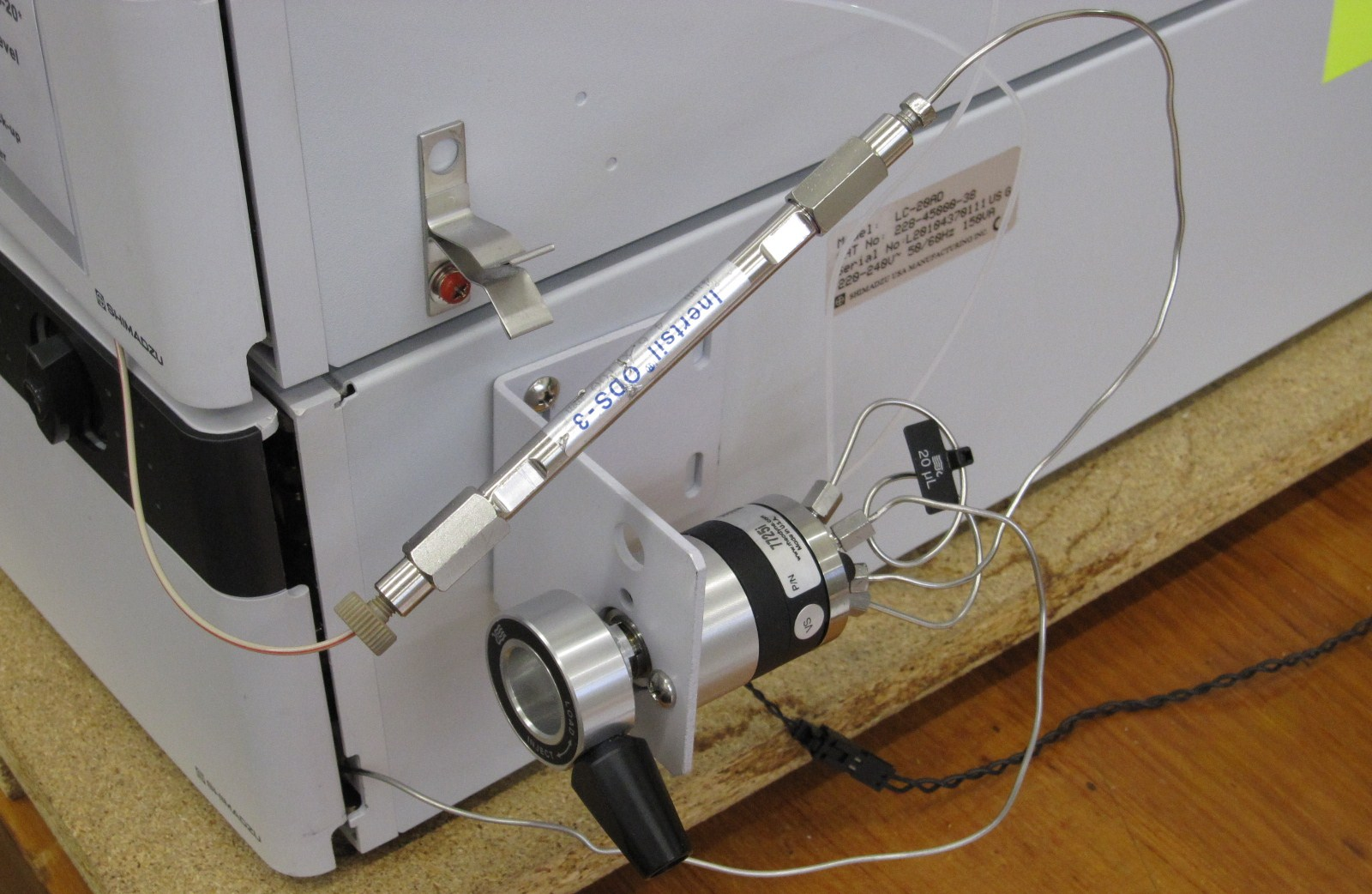
HPLCカラム

HPLCの装置における分離を行う場。もしくは消耗部品。一般的には、微細な（数μm）真球状の多孔質シリカゲルをステンレス製の管に充填したものが多い。目的、分離手法に応じて様々なタイプのHPLCカラムが存在する。下記に代表的なカラムメーカーを列記する。
- 関東化学
- ジーエルサイエンス - ブランド名：Inertsil、InertSustain
- シグマ アルドリッチ ジャパン
- 日本ダイオネクス - Acclaim
- 資生堂 - カプセルパックが有名
- 昭和電工 - ブランド名：Shodex
- 東ソー
- ワイエムシィ - YMC-Triart、BioPro IEX、CHIRAL ART他
- Phenomenex
- メルク - モノリスカラムで有名
- 和光純薬工業 - ブランド名：Wakopak
- ナカライテスク- ブランド名：COSMOSIL
- 信和化工- 超高速キラル分離カラム：Ultron ES-OVM-3など